# (572) Rebekka
(572) Rebekka ist ein Asteroid des Hauptgürtels, der am 19. September 1905 vom deutschen Astronomen Paul Götz in Heidelberg entdeckt wurde. 
Benannt wurde der Asteroid nach einer jungen Dame aus Heidelberg.